# La Espina (Valderrueda)
La Espina es una localidad española del municipio de Valderrueda, en la provincia de León, comunidad autónoma de Castilla y León.
La iglesia está dedicada a Nuestra Señora de los Dolores.

## Localidades limítrofes
Confina con las siguientes localidades:
- Al este con Guardo.
- Al sur con San Pedro Cansoles.
- Al suroeste con Valcuende.
- Al oeste con Cegoñal.
- Al noroeste con Villacorta.

## Demografía
| Gráfica de evolución demográfica de La Espina entre 2000 y 2021    |
|                                                                    |
| Población de derecho (2000-2021) según el padrón municipal del INE |